# 石盘乡 (彭水县)
石盘乡，是中华人民共和国重庆市彭水苗族土家族自治县下辖的一个乡镇级行政单位。

## 行政区划
石盘乡下辖以下地区：
石新村和香树村。